# 群馬県道102号三夜沢国定停車場線
群馬県道102号三夜沢国定停車場線（ぐんまけんどう102ごう みよさわくにさだていしゃじょうせん）は、群馬県前橋市三夜沢町から伊勢崎市の国定駅へ至る一般県道である。

## 路線データ
- 起点：前橋市三夜沢町（三夜沢交差点、国道353号・群馬県道16号大胡赤城線交点）[注釈 1]
- 終点：伊勢崎市国定町 国定停車場（両毛線国定駅）[注釈 2]
- 重要な経過地：勢多郡粕川村[注釈 3]

## 歴史
- 1929年（昭和4年）8月16日：群馬県道指定[要出典]。
- 1959年（昭和34年）9月18日：群馬県より現・道路法に基づき、県道三夜沢国定停車場線（勢多郡宮城村大字三夜沢 - 佐波郡東村 国定停車場、整理番号146）が路線認定される[2]。
  - 同日、前身路線にあたる県道藪塚本町国定停車場線（新田郡藪塚本町 - 佐波郡東村 国定停車場、整理番号126）が路線廃止される[3]。

## 地理

### 通過する自治体
- 前橋市
- 伊勢崎市

### 交差する道路
- 国道353号・群馬県道16号大胡赤城線：前橋市三夜沢町（三夜沢交差点、起点）
- 群馬県道333号上神梅大胡線：前橋市馬場町（馬場交差点）
- 群馬県道3号前橋大間々桐生線：前橋市粕川町女渕（粕川町女渕交差点）
- 群馬県道352号笠懸赤堀今井線：伊勢崎市赤堀今井町2丁目
- 群馬県道76号前橋西久保線：伊勢崎市赤堀今井町2丁目（一丁畑交差点）・伊勢崎市西久保町1丁目（西久保町交差点） ※一部重複
- 国道50号：伊勢崎市赤堀今井町1丁目（今井交差点） - 伊勢崎市西久保町1丁目（西久保町交差点） ※一部重複
- 群馬県道73号伊勢崎大間々線：伊勢崎市西久保町1丁目（西久保町交差点） - 伊勢崎市市場町1丁目（堀下交差点） ※一部重複
- 群馬県道294号国定藪塚線：伊勢崎市国定町2丁目（西国定交差点）
- 群馬県道293号香林羽黒線：伊勢崎市国定町2丁目（西国定交差点 - 西国定下交差点） ※一部重複
- 群馬県道299号国定停車場線：伊勢崎市田部井町 - 終点